# Glen Housman
Glen Housman (n. 3 septembrie 1971, Rockhampton, Queensland, Australia) este un înotător australian, medaliat olimpic. A participat la 2 ediții ale Jocurilor Olimpice (1992, 1996) în care a câștigat două medalii de argint.